# اشتاینباخ
اشتاینباخ (به آلمانی: Steinebach/Sieg) یک شهر در آلمان است که در راینلاند-فالتس واقع شده‌است.

## خصوصیات
اشتاینباخ ۱٬۲۶۶ نفر جمعیت دارد.